# Zlatý glóbus za nejlepší mužský herecký výkon (drama)
Zlatý glóbus za nejlepšího herce v dramatu uděluje Asociace zahraničních novinářů v Hollywoodu (angl. Hollywood Foreign Press Association zkratka HFPA) na slavnostním ceremoniálu Zlatých glóbů. Původní kategorie nesla název Nejlepší herec a udělovala se od roku 1943. V roce 1950 se pravidla změnila a vznikly kategorie dvě – Nejlepší herec v dramatu a Nejlepší herec v komedii / muzikálu.
Tři Glóby v teto kategorii získali pouze Jack Nicholson a Tom Hanks. Oba zmínění herci jako jediní získali též cenu dva roky za sebou - Nicholson za roky 1974 a 1975, Hanks za roky 1993 a 1994.
Následující seznam obsahuje jména vítězných herců a filmů, za které byli oceněni. Rok u jména znamená rok vzniku filmu; nikoliv rok, kdy se konal slavnostní ceremoniál. Má-li film český distribuční název, je uveden pod ním.

## Vítězové

### 1943–1950
- 1943: Paul Lukas – Watch on the Rhine
- 1944: Alexander Knox – Wilson
- 1945: Ray Milland – Ztracený víkend
- 1946: Gregory Peck  – The Yearling
- 1947: Ronald Colman – Dvojí život
- 1948: Laurence Olivier  – Hamlet
- 1949: Broderick Crawford – Všichni královi muži
- 1950: José Ferrer – Cyrano z Bergeraku

### 1951–1960
- 1951: Fredric March – Smrt obchodního cestujícího
- 1952: Gary Cooper – V pravé poledne
- 1953: Spencer Tracy – The Actress
- 1954: Marlon Brando – V přístavu
- 1955: Ernest Borgnine – Marty
- 1956: Kirk Douglas – Žízeň po životě
- 1957: Alec Guinness – Most přes řeku Kwai
- 1958: David Niven – Oddělené stoly
- 1959: Anthony Franciosa – Career
- 1960: Burt Lancaster – Elmer Gantry

### 1961–1970
- 1961: Maximilian Schell – Norimberský proces
- 1962: Gregory Peck – Jako zabít ptáčka
- 1963: Sidney Poitier – Polní lilie
- 1964: Peter O'Toole – Becket
- 1965: Omar Sharif – Doktor Živago
- 1966: Paul Scofield – Člověk pro každé počasí
- 1967: Rod Steiger – V žáru noci
- 1968: Peter O'Toole – Lev v zimě
- 1969: John Wayne – Maršál
- 1970: George C. Scott – Generál Patton

### 1971–1980
- 1971: Gene Hackman – Francouzská spojka
- 1972: Marlon Brando – Kmotr
- 1973: Al Pacino – Serpico
- 1974: Jack Nicholson – Čínská čtvrť
- 1975: Jack Nicholson – Přelet nad kukaččím hnízdem
- 1976: Peter Finch – Network
- 1977: Richard Burton – Equus
- 1978: Jon Voight – Návrat domů
- 1979: Dustin Hoffman – Kramerová versus Kramer
- 1980: Robert De Niro – Zuřící býk

### 1981–1990
- 1981: Henry Fonda – Na Zlatém jezeře
- 1982: Ben Kingsley – Gándhí
- 1983: Robert Duvall – Tender Mercies a Tom Courtenay – Garderobiér
- 1984: F. Murray Abraham – Amadeus
- 1985: Jon Voight – Splašený vlak
- 1986: Bob Hoskins – Mona Lisa
- 1987: Michael Douglas – Wall Street
- 1988: Dustin Hoffman – Rain Man
- 1989: Tom Cruise – Narozen 4. července
- 1990: Jeremy Irons – Zvrat štěstěny

### 1991–2000
- 1991: Nick Nolte – Pán přílivu
- 1992: Al Pacino – Vůně ženy
- 1993: Tom Hanks – Philadelphia
- 1994: Tom Hanks – Forrest Gump
- 1995: Nicolas Cage – Leaving Las Vegas
- 1996: Geoffrey Rush – Záře
- 1997: Peter Fonda – Uleeovo zlato
- 1998: Jim Carrey – Truman Show
- 1999: Denzel Washington – Hurikán v ringu
- 2000: Tom Hanks – Trosečník

### 2001–2010
- 2001: Russell Crowe – Čistá duše
- 2002: Jack Nicholson – O Schmidtovi
- 2003: Sean Penn – Tajemná řeka
- 2004: Leonardo DiCaprio – Letec
- 2005: Philip Seymour Hoffman – Capote
- 2006: Forest Whitaker – Poslední skotský král
- 2007: Daniel Day-Lewis – Až na krev
- 2008: Mickey Rourke – Wrestler
- 2009: Jeff Bridges – Crazy Heart
- 2010: Colin Firth – Králova řeč

### 2011–2020
- 2011: George Clooney – Děti moje
- 2012: Daniel Day-Lewis – Lincoln
- 2013: Matthew McConaughey – Klub poslední naděje
- 2014: Eddie Redmayne – Teorie všeho
- 2015: Leonardo DiCaprio – Revenant Zmrtvýchvstání
- 2016: Casey Affleck – Místo u moře
- 2017: Gary Oldman – Nejtemnější hodina
- 2018: Rami Malek – Bohemian Rhapsody
- 2019: Joaquin Phoenix – Joker
- 2020: Chadwick Boseman – Ma Rainey – matka blues

### 2021–2030
- 2021: Will Smith – Král Richard: Zrození šampiónek
- 2022: Austin Butler – Elvis
- 2023: Cillian Murphy – Oppenheimer
- 2024: Adrien Brody – Brutalista